# Курдске избеглице
Проблем курдских избеглица и расељених лица настао је у 20. веку на Блиском истоку, а траје до данас. Курди (курд. کورد, Kurd ), су етничка група у западној Азији, која углавном насељава регион познат као Курдистан, који укључује суседне делове Ирана, Ирака, Сирије и Турске.
Расељавања Курда су се већ дешавала унутар Отоманског царства, под изговором сузбијања курдских побуна, током периода његове доминације над северним Плодним полумесецом и суседним областима планина Загрос и Таурус. Почетком 20. века, хришћанске мањине Османског царства претрпеле су геноцид (нарочито током Првог светског рата и Турског рата за независност), а истовремено су расељени и многи Курди чија су се племена противила Турцима.
У Ираку је сузбијање курдских тежњи за аутономијом и независношћу прерасло у оружани сукоб од побуне Махмуда Барзањија 1919. године. Расељавање људи постало је најтеже током ирачко-курдског сукоба и паралелних програма арабизације Баасистичког режима који су настојали да очисте ирачки Курдистан од курдске већине. Десетине хиљада Курда су расељене и побегле из ратних зона након Првог и Другог курдског рата у Ираку 1960-их и 1970-их. Иранско-ирачки рат 1980-их, први Заливски рат раних 1990-их и касније побуне заједно су створиле неколико милиона првенствено курдских избеглица, које су углавном налазиле уточиште у Ирану, док су се друге распршиле у курдску дијаспору у Европи и Америци. Иран је пружио азил за 1.400.000 ирачких избеглица, углавном Курда, који су протерани као резултат рата у Персијском заливу (1990–91) и побуна које су уследиле. Данас велики део курдског становништва чине курдске избеглице и расељена лица као и њихови потомци.

## Избегличке кризе

### Други курдски рат у Ираку и кампања арабизације у Северном Ираку
Деценијама је Садам Хусеин је водио политику арабизације  северног Ирака.. Retrieved 13 November 2014.</ref> Сунитски Арапи су протерали најмање 70.000 Курда из западне половине Мосула. Данас је источни Мосул курдски, а западни Мосул сунитски арапски.
1,5 до 2 милиона Курда је насилно расељено у кампањама арабизације у Ираку између 1963. и 1987. године; што је резултирало од 10.000 до 100.000 мртвих током расељавања. Ово не издржава случајеве у којима су Курди директно погубљени, као на пример током геноцида у Анфалу или других догађаја.

### Рат у Персијском заливу и последичне побуне
1991. године, када је Садам иницирао гушење курдске побуне на северу и када су се појавили масакри над курдским становништвом, Турска је за неколико дана престала да буде домаћин 200.000 ирачких Курда. Четири дана касније, 1.500 избеглица је умрло од изложености. Месец дана касније, велика већина избеглица вратила се у Ирак. Након устанка ирачког народа против Садама Хусеина 1991. године, многи Курди су били приморани да напусте земљу како би постали избеглице у пограничним регионима Ирана и Турске. Северна зона забрањених летова успостављена је након Првог заливског рата 1991. како би се олакшао повратак курдских избеглица.
1,5 милиона Курда је расељено током побуна у Ираку 1991. са градовима попут Туз Кхормато-а који су имали стопу расељења чак 90%; најмање 48.400 Курда је умрло од глади због расељења, вероватно 140.600. људи

### Расељавање током курдско-турског сукоба (1978-данас)
Укупно до 3.000.000 људи (углавном Курда) је расељено у курдско-турском сукобу, од којих је према проценама још 1.000.000 још увек интерно расељено од 2009.

### Избеглице курдско-иранског сукоба
Сукоби великих размера између иранске војске и ПЈАК-а су такође резултирале расељавањем курдских цивила. До 26. јула убијено је више од 50 бораца ПЈАК-а и 8 Револуционарне гарде, а најмање 100 бораца ПЈАК-а је рањено према иранским изворима, док је преко 800 људи расељено као последица борби.

### Избеглички камп Мокеблех
Након догађаја у Камишлију 2004. године, хиљаде Курда побегло је из Сирије у курдски регион Ирака. Тамошње локалне власти, УНХЦР и друге агенције УН основале су камп Мокебле у бившој војној бази у близини Дохука.

### Грађански рат у Сирији
Као одговор на кризу у Сирији, курдска регионална влада и УНХЦР успоставили су избеглички камп Домиз, преко границе курдских сиријских територија у полуаутономном ирачком Курдистану. У кампу, који је већином курдски, смештене су хиљаде сиријских Курда, нудећи склониште и медицинску негу. Оближњи камп нуди мушкарцима могућност војне обуке, са намером да заштите територије које држе Курди у Сирији.

#### Кобаниска криза
Као резултат кризе у Кобаниу у септембру 2014. године, већина сиријског курдског становништва из кантона Кобани побјегла је у Турску. Процењује се да је више од 300.000 сиријских избеглица стигло у Турску.

## Курдска дијаспора са Блиског истока
Према извештају Савета Европе, око 1,3 милиона Курда живи у западној Европи. Најранији имигранти су били Курди из Турске, који су се населили у Немачкој, Аустрији, земљама Бенелукса, Великој Британији, Швајцарској и Француској током 1960-их. Периоди политичких и друштвених превирања у региону током 1980-их и 1990-их довели су до нових таласа курдских избеглица, углавном из Ирана и Ирака под Садамом Хусеином, који су дошли у Европу. Многи курдски тражиоци азила из Ирана и Ирака настанили су се у Уједињеном Краљевству (посебно у граду Дјузбери и у неким северним областима Лондона), што је понекад изазивало медијске контроверзе око њиховог права на останак. Постојале су тензије између Курда и успостављене муслиманске заједнице у Дјузберију, где се налазе веома традиционалне џамије као што су Маркази. Од почетка превирања у Сирији, многе избеглице из грађанског рата у Сирији су сиријски Курди и као резултат тога многи од садашњих сиријских тражилаца азила у Немачкој су курдског порекла.
Постојала је знатна имиграција етничких Курда у Канаду и САД, који су углавном политичке избеглице и имигранти који траже економске прилике. Према истраживању домаћинстава Статистике Канаде из 2011. године, у Канади је живело 11.685 људи курдске етничке припадности, а према попису из 2011. више од 10.000 Канађана говорило је курдски језик. У САД, курдски имигранти су почели да се насељавају у великом броју у Нешвилу 1976. који је данас место где живи највећа курдска заједница у Сједињеним Државама и носи надимак Мали Курдистан. Процењује се да у Нешвилу има око 11.000. курдског становништва. Амерички биро за попис становништва процењује да је укупан број етничких Курда који живе у Сједињеним Државама око 15.000.
Јапанска влада није одобрила избеглички статус ниједном од Курда у Јапану који га обично подносе позивајући се на питања људских права и прогоне у Турској, што је довело до тога да они живе у беди, без образовања и без статуса легалног боравка.
До сукоба испред турске амбасаде у Токију у октобру 2015. дошло је између Курда и Турака у Јапану, који је почео када су Турци напали Курде након што је застава курдске странке показана на амбасади.

## Сродне етно-религијске групе

### Курдски Јевреји
Скоро сви курдски Јевреји у северном Ираку, којих је 1950. било око 30.000, евакуисани су у Израел током операције Езра и Нехемија. Значајан део тих Јевреја идентификовао се као део курдске нације, упркос њиховој јеврејској етничкој припадности и вери, а неки и даље себе сматрају Курдима. Све заједно 150.000 ирачких и курдских Јевреја је 1950. године охрабрила ирачка влада, која је на крају 1951. наредила „протеривање Јевреја који су одбили да потпишу изјаву о антиционизму”.  Значајан број курдских Јевреја чинио је талас егзодуса Јевреја из Ирана 1950-их, са само маленим заједницама које су данас остале у Санандажу и Махабаду. Данас потомци досељених Јевреја из Курдистана чине главни курдску јеврејску заједницу у Израелу која броји 150.000-200.000 људи.